# Booken Manga
Booken Manga est une maison d'édition française fondée en 2010 spécialisé dans le manhwa.

## Historique
Le nom de cette maison d'édition vient du japonais Bôken qui signifie aventure en français. Le terme Bokken désigne également un sabre de bois. Ainsi, la maison d'édition vise un public de jeunes adultes et adultes, et son premier titre, The Breaker, plonge le lecteur dans l'univers des arts martiaux. 
Booken Manga sort ses titres de façons bimestriel ou semestriel selon le cas.
Booken Manga est mise en liquidation judiciaire le 9 janvier 2019 et est clôturé le 12 octobre 2021.
Ares, The Breaker et The Swordsman sont par la suite réédités par Meian Éditions,.